# Riccardo Magi
Pour les articles homonymes, voir Magi.
Riccardo Magi (né le 7 août 1976 à Rome) est un homme politique italien, secrétaire national des Radicaux italiens. Il est élu député le 5 mars 2018.